# 比弗鎮區 (堪薩斯州林肯縣)
比弗鎮區（英語：Beaver Township）為美國堪薩斯州林肯縣轄下的鎮區。2010年美国人口普查中此鎮區人口有425人。

## 地理
比弗鎮區涵蓋總面積為92.9平方（35.85平方英里），其中陸地面積為92.8平方（35.84平方英里），水域面積為0.026平方（0.01平方英里）或0.03%。海拔高度508（1,667英尺）。

## 人口統計
根據2010年美國人口普查，比弗鎮區人口有425人，其中男性有192人，女性有233人，人口密度為每平方公里4.58人，住房計216戶。鎮區內的白人有416人，非裔美國人有1人，美洲原住民有1人，亞裔美國人有0人，太平洋島裔美國人有0人，其他種族有4人，混血種族則有3人。此外鎮區內有14人為西班牙裔或拉丁裔美國人。此鎮區之年齡中位數為49.2歲，而男性年齡中位數為40.5歲，女性年齡中位數為54.1歲。

## 交通

### 主要公路
- 14號堪薩斯州州道
- 18號堪薩斯州州道